# Lista siturilor arheologice din județul Prahova - Ș
Lista siturilor arheologice din județul Prahova - Ș conține toate siturile arheologice din județul Prahova înscrise în Repertoriul Arheologic Național (RAN) și aflate în localități al căror nume începe cu litera Ș. RAN este administrat de Ministerul Culturii și Patrimoniului Național și cuprinde date științifice, cartografice, topografice, imagini și planuri, precum și orice alte informații privitoare la zonele cu potențial arheologic, studiate sau nu, încă existente sau dispărute.
Puteți căuta un sit din localitățile care încep cu litera Ș folosind formularul de mai jos sau puteți naviga prin toate siturile din județ la Lista siturilor arheologice din județul Prahova.
| Cod RAN                                   | Denumire | Localitate                   | Adresă               | Datare                  | Descoperit | Coordonate                                    | Imagine           | Erori            |
| ----------------------------------------- | --- | ---------------------------- | -------------------- | ----------------------- | ---------- | --------------------------------------------- | ----------------- | ---------------- |
| 135440.01.01 (Cod LMI: PH-I-m-A-16213.05) | Situl arheologic de la Șirna - La Fântâna lui Hârțu / ansamblu anonim (Categorie: locuire civilă) (Tip: Așezare) | sat Șirna, comuna Șirna      | La Fântâna lui Hârțu |                         |            | 44°48′24″N 25°58′10″E / 44.80667°N 25.96944°E | Încărcați imagine | Raportați eroare |
| 135440.01.02 (Cod LMI: PH-I-m-A-16213.04) | Situl arheologic de la Șirna - La Fântâna lui Hârțu / ansamblu anonim (Categorie: locuire civilă) (Tip: Așezare) | sat Șirna, comuna Șirna      | La Fântâna lui Hârțu | geto-dacică             |            | 44°48′24″N 25°58′10″E / 44.80667°N 25.96944°E | Încărcați imagine | Raportați eroare |
| 135440.01.03 (Cod LMI: PH-I-m-A-16213.03) | Situl arheologic de la Șirna - La Fântâna lui Hârțu / ansamblu anonim (Categorie: locuire civilă) (Tip: Așezare) | sat Șirna, comuna Șirna      | La Fântâna lui Hârțu | dacilor liberi sec. III |            | 44°48′24″N 25°58′10″E / 44.80667°N 25.96944°E | Încărcați imagine | Raportați eroare |
| 135440.01.04 (Cod LMI: PH-I-m-A-16213.02) | Situl arheologic de la Șirna - La Fântâna lui Hârțu / ansamblu anonim (Categorie: locuire civilă) (Tip: Așezare) | sat Șirna, comuna Șirna      | La Fântâna lui Hârțu | sec. V - VII            |            | 44°48′24″N 25°58′10″E / 44.80667°N 25.96944°E | Încărcați imagine | Raportați eroare |
| 135440.01.05 (Cod LMI: PH-I-m-A-16213.01) | Situl arheologic de la Șirna - La Fântâna lui Hârțu / ansamblu anonim (Categorie: locuire civilă) (Tip: Așezare) | sat Șirna, comuna Șirna      | La Fântâna lui Hârțu | sec. VII - VIII         |            | 44°48′24″N 25°58′10″E / 44.80667°N 25.96944°E | Încărcați imagine | Raportați eroare |
| 132565.01.01 (Cod LMI: PH-I-m-B-16214.02) | Așezarea preistorică de la Șoimești - "La Merez" / ansamblu anonim (Categorie: locuire civilă) (Tip: Așezare)    | sat Șoimești, comuna Ceptura | La Merez             | Glina                   |            | 45°02′03″N 26°18′03″E / 45.03417°N 26.30083°E | Încărcați imagine | Raportați eroare |
| 132565.01.02 (Cod LMI: PH-I-m-B-16214.01) | Așezarea preistorică de la Șoimești - "La Merez" / ansamblu anonim (Categorie: locuire civilă) (Tip: Așezare)    | sat Șoimești, comuna Ceptura | La Merez             | Tei                     |            | 45°02′03″N 26°18′03″E / 45.03417°N 26.30083°E | Încărcați imagine | Raportați eroare |